# Guerre austro-turque (1663-1664)
Pour les articles homonymes, voir Guerres austro-turques.
Guerres austro-turques
Batailles
- Köbölkút
- 1re Zrínyiújvár
- Érsekújvár (en)
- Vízvár (hu)
- 2e Zrínyiújvár
- Campagne d'hiver (hu)
- Kanizsa (hu)
- Siège de Zrínyiújvár (hu)
- Nyitra (hu)
- Zsarnócai (hu)
- Váradi (hu)
- Leva
- Szentbenedeki (hu)
- Körmendi (hu)
- Saint-Gothard

La quatrième guerre austro-turque est un conflit qui opposa, en 1663 et 1664, le Saint-Empire et l'Empire ottoman. La France y participa, en tant que membre de la Ligue du Rhin, par l'expédition de Gigéri.
L'armée impériale, menée par Raimondo Montecuccoli, stoppa l'avancée turque vers Vienne lors de la bataille de Saint-Gothard. Malgré la défaite, les Ottomans réussirent à négocier des conditions considérées comme favorables lors de la paix de Vasvár.

## Prélude
La cause de cette guerre fut l'invasion de la Pologne en 1658 par le prince Georges II Rákóczi de Transylvanie, sans l'autorisation de la Sublime Porte. Après la bataille de Mohács en 1526, la Transylvanie avait reconnu la suzeraineté ottomane et payait un tribut à la Porte en échange d'une autonomie politique et religieuse. En apprenant la guerre non autorisée de Rákóczi, les Ottomans déclarèrent la guerre à leur vassal. Il ne fallut pas longtemps pour que le Grand Vizir Mehmet Köprülü (Vizir de 1656-1661) batte Rákóczi et conquière la Transylvanie. Le nouveau prince de Transylvanie, Jean III Kemény, s'enfuit à Vienne en cherchant le soutien de l'Autriche.
L'empereur Léopold Ier, ne souhaitant pas voir la Transylvanie tomber sous le contrôle direct des Ottomans, envoya Montecuccoli en Hongrie avec 10 000 hommes. L'avancée de Montecuccoli en Transylvanie fut accueillie avec mépris par la population locale et son armée fut inefficace à cause des maladies et des privations. 
Pendant ce temps, afin de libérer la Croatie et la Hongrie, Miklós Zrínyi, le ban de Croatie, faisait tout son possible depuis 1661 pour déclencher un nouveau conflit austro-ottoman en organisant des raids en territoire ottoman depuis son fief de Novi Zrin (en). Ces raids et la présence de l'armée de Montecuccoli amenèrent les Ottomans à mettre fin au statu quo avec Vienne, qui existait entre eux depuis 1606.

## Campagne de 1663

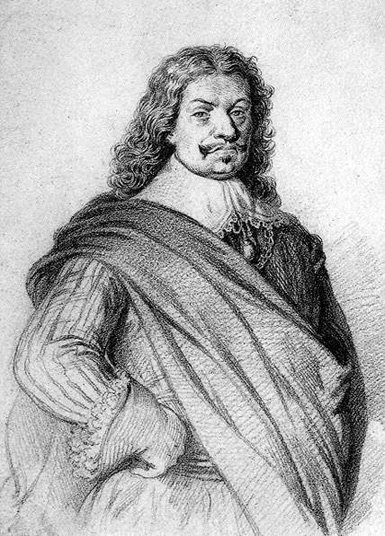
Raimondo Montecuccoli

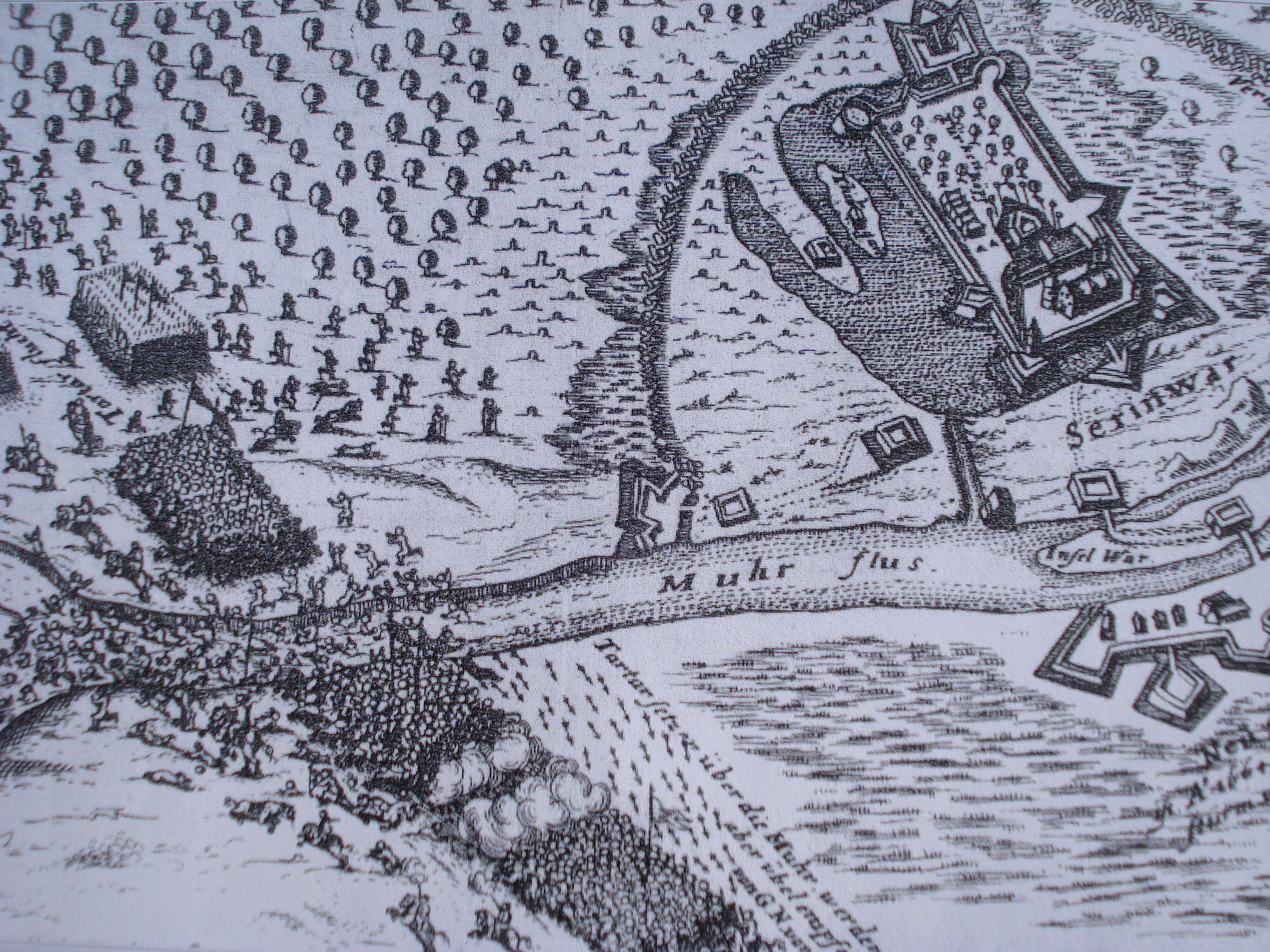
Siège de Novi Zrin

Au cours de l'été 1663, une armée ottomane de plus de 100 000 hommes, commandée par le Grand Vizir Fazıl Ahmet Köprülü, entra en Hongrie royale, alors sous l'égide des Habsbourg, et conquit en septembre la ville d'Érsekújvár (Nové Zámky). 
Le commandant Habsbourg Montecuccoli n'avait que ses 12 000 hommes et les 15 000 troupes hungaro‑croates de Miklós Zrínyi pour s'opposer aux Turcs.
L'empereur Léopold Ier convoqua la Diète d'Empire en janvier 1663, pour demander de l'aide aux rois allemands et européens, avec succès. Une armée de 30 000 soldats bavarois, brandebourgeois et saxons fut levée. Même l'ennemi juré, Louis XIV de France, envoya un corps d'armée de 6 000 hommes sous les ordres de Jean de Coligny-Saligny pour le soutenir.
Les Turcs ottomans et les Tatars envahirent la Moravie en 1663. L'invasion dévasta l'est et le sud de la région, et les villes de Vsetín, Uherský Brod, Uherské Hradiště, Hodonín, Břeclav et Hustopeče furent pillée. Des milliers de Moraves furent tués et les Turcs et les Tatars emmenèrent 40 000 captifs pour les vendre comme esclaves.

## Campagne de 1664
Au début de l'année 1664, l'armée impériale était divisée en trois corps : Au sud, 17 000 troupes hungaro‑croates sous le commandement de Miklós Zrínyi. Au centre, l'armée principale de Montecuccoli, forte de 28 500 hommes, et au nord, quelque 8 500 hommes sous les ordres du général Jean-Louis Raduit de Souches. Il y avait environ 12 500 hommes en réserve pour défendre les forteresses.
Cette armée de 66 500 hommes n'était pas unie du fait de très fortes divergences d'opinion entre les commandants, notamment avec Zrínyi.
En préparation des campagnes prévues pour 1664, Zrínyi entreprit de détruire un pont ottoman solidement fortifié (le pont d'Osijek) qui, depuis 1566, reliait Darda à Osijek à travers la Drave et les marais de Baranya. La destruction du pont aurait coupé la retraite de l'armée ottomane et rendu tout renfort turc impossible pendant plusieurs mois. Reprenant de solides forteresses (Berzence, Babócsa, la ville de Pécs, etc.) sur son chemin, Zrínyi avança de 240 kilomètres en territoire ennemi et détruisit le pont le 1er février 1664. Il ne réussit pas à conquérir Nagykanizsa, l'objectif principal. Le siège doit être levé lorsqu'en juin l'armée principale de Köprülü approche.
Les Turcs assiégèrent et conquirent la forteresse de Zrínyi, Novi Zrin (en), qui dut être abandonnée lorsque Montecuccoli refusa de venir à son secours. Zrínyi ne le pardonnera jamais, ce qui finira par conduire à la Conjuration des Magnats. 

## Bataille de Saint-Gothard

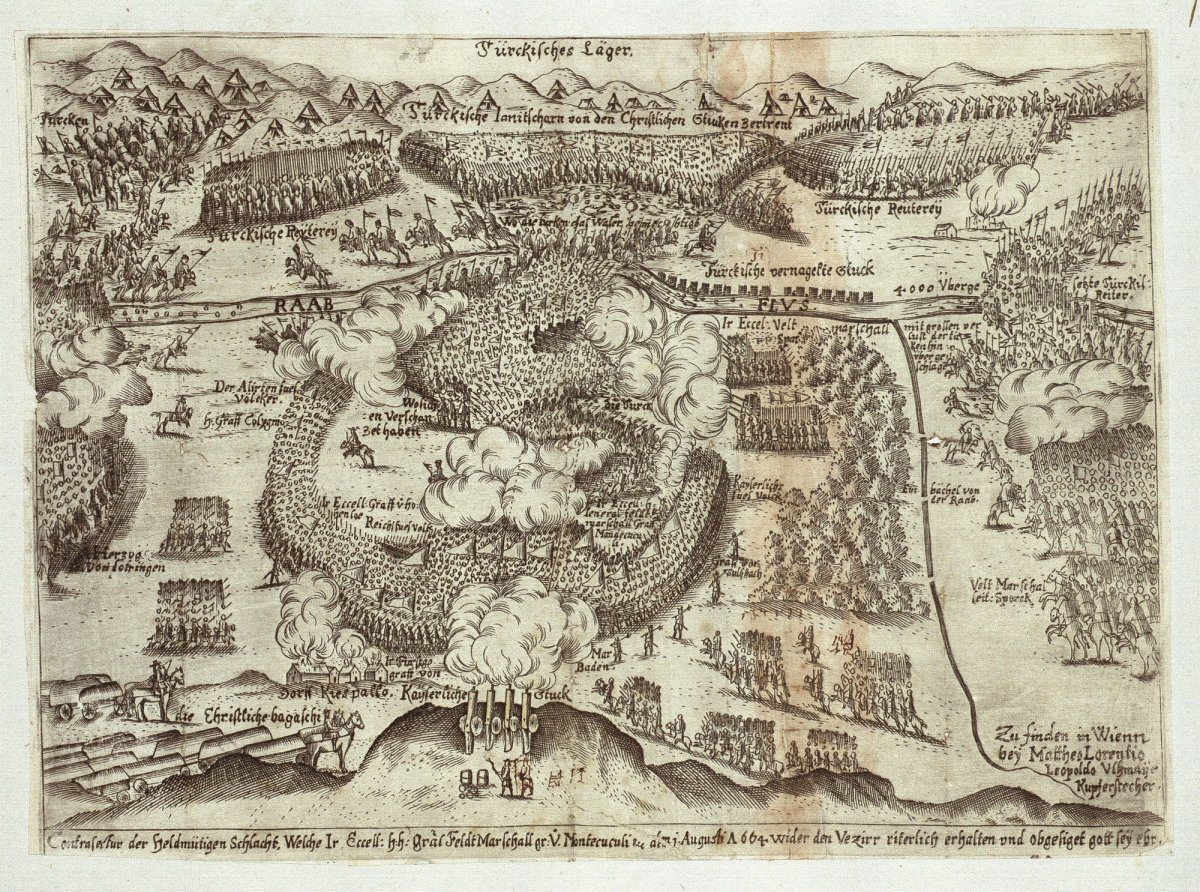
Bataille de Mogersdorf/Saint Gotthard/Szentgotthard (1664)

Après la conquête de Novi Zrin, la principale armée ottomane marcha vers Vienne, mais fut arrêtée à la rivière Rába entre Mogersdorf et l'abbaye de Szentgotthárd par l'armée de Montecuccoli.
Dans le nord de la Hongrie, l'armée de de Souches avait remporté quelques petites victoires contre Küçük Mehmed Pasha. La plus importante de ces victoires fut le siège de Léva.

## Paix de Vasvár
Neuf jours plus tard, le 10 août 1664, la paix de Vasvár fut signée. Les Habsbourg reconnurent le contrôle ottoman de la Transylvanie, de Nagyvarad (Grosswardein) et d'Érsekújvár (Neuhausel), les troupes habsbourgeoises durent être retirées de Transylvanie, eurent à rendre de nombreuses forteresses frontalières, et elles acceptèrent de payer 200 000 florins par an à l'Empire ottoman. En revanche, les Ottomans acceptèrent d'envoyer un « cadeau » annuel à l'empereur Habsbourg, autorisèrent la construction d'un fort habsbourgeois le long de la rivière Waag et accordèrent une trêve de vingt ans,.
Le facteur principal dans la décision des Habsbourg pour un traité de paix était la menace française sur les domaines beaucoup plus précieux des Pays‑Bas, de l'Allemagne et de l'Italie. De plus, l'effort de guerre impérial avait perdu une partie de son élan après la victoire de Saint-Gothard, car les Français s'étaient retirés de la coalition tandis que les autres princes allemands avaient été réticents à avancer plus à l'est. Ainsi, les Autrichiens ne pensaient pas pouvoir libérer l'ensemble de la Hongrie et n'étaient pas disposés à laisser l'avance française sans contrôle pour quelques forteresses hongroises.

## Conséquences
Les Croates et les Hongrois furent indignés par la perte des territoires conquis et estimèrent que l'initiative et l'élan après la victoire de Saint-Gothard auraient dû être maintenus. Le mécontentement suscité par le traité de Vasvár conduisit à la Conjuration des Magnats.
La paix tiendra pendant 20 ans jusqu'à ce que les Ottomans attaquent Vienne pour la deuxième fois en 1683 et soient repoussés de Hongrie lors de la Grande Guerre turque (1683-1699).